# Peter Schneider (Psychoanalytiker)

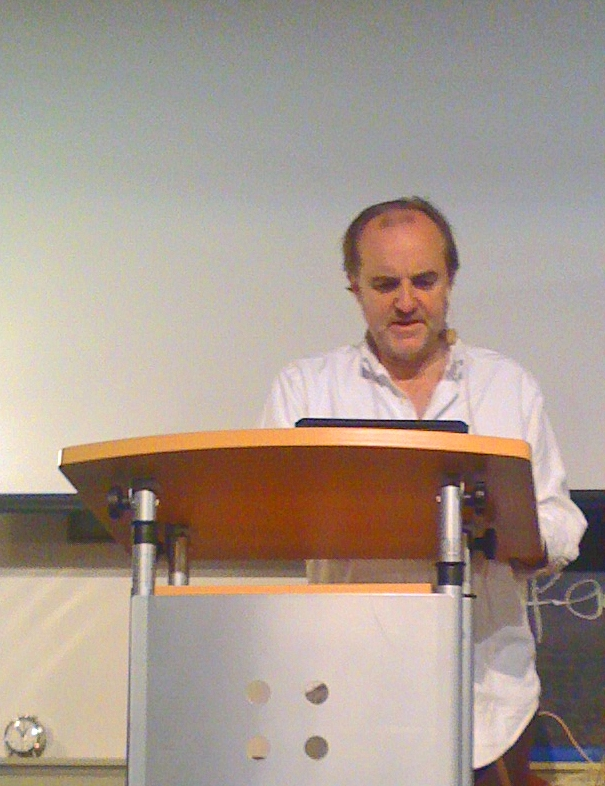
Peter Schneider (2010)

Peter Schneider (* 20. September 1957 in Dorsten, Deutschland) ist ein Schweizer Psychoanalytiker und Autor.

## Leben
Peter Schneider studierte Germanistik, Philosophie und Psychologie an den Universitäten von Bochum, Münster und Zürich. In Zürich betreibt er eine eigene Praxis als Psychotherapeut und ist als Dozent, Supervisor und Lehranalytiker in der postgradualen Psychotherapie-Ausbildung der Universität Zürich tätig. Er wirkt seit seiner Habilitation 2004 zudem als Privatdozent für Psychoanalyse an der Universität Bremen. Er verfasste zahlreiche Bücher und Aufsatzpublikationen vor allem zu theoretischen Problemen der Psychoanalyse.
Einem breiteren Publikum ist er als Autor und Sprecher bei Radio SRF 3 (ehemals DRS 3) bekannt. Aus seiner Feder stammen die satirischen Rubriken «Die andere Presseschau» (um 1990 bis 2021) und «Brief von Peter Schneider»; zudem ist er der Erzähler in der Hörspielserie Philip Maloney. Daneben erschienen in mehreren Schweizer Zeitungen wöchentliche Kolumnen von Peter Schneider, unter anderem «Leser Fragen, Peter Schneider antwortet» im Tages-Anzeiger, von 2004 bis 2024 erschienen dort um die 1000 Beiträge von Schneider. Seine Kolumne «P.S.» in der SonntagsZeitung sowie die Fotokolumne «Die andere Sicht» führte er von 2005 bis 2023.
Peter Schneider stammt aus Deutschland, seit 1992 ist er Schweizer Bürger. Er ist seit 1988 verheiratet, hat einen erwachsenen Sohn und lebt in Zürich.

## Auszeichnungen
- SBAP-Preis 2008 für herausragende Leistungen auf dem Gebiet der Angewandten Psychologie.[6]
- «MedienStar»-Award 2014. Verliehen durch den Presse- & Medienball.[7]
- Preis der Dr. Margrit Egnér-Stiftung 2017.

## Veröffentlichungen (Auswahl)
- Alltag und Exotik. Aspekte einer Psychoanalyse der Ästhetik. Nexus, Frankfurt am Main 1988, ISBN 3-923301-29-4 (= Diss. Bremen 1987)
- Die Psychoanalyse ist kritisch, aber nicht ernst. Die Politik der Psychoanalyse der Politik. Nexus, Frankfurt am Main 1988; Psychosozial, Gießen 1999, ISBN 3-930096-64-1
- Hinter-Mir und Über-Ich. Das große Hausbuch der Psychoanalyse (als Co-Autor). Nexus, Frankfurt am Main 1989, ISBN 3-923301-46-4
- Freud, der Wunsch, der Mord, die Wissenschaft und die Psychoanalyse. Nexus, Frankfurt am Main 1991; Psychosozial, Gießen 2002, ISBN 3-89806-175-2
- Wahnsinn und Methode. Die Alzheimerisierung der öffentlichen Meinung. Edition Tiamat, Berlin 1993, ISBN 3-923118-78-3
- Freud-Deutung. Traum, Narzissmus, Objekt, Religion. Edition Diskord, Tübingen 1994, ISBN 3-89295-578-6
- Wahrheit und Verdrängung. Eine Einführung in die Psychoanalyse und die Eigenart ihrer Erkenntnis. Edition Tiamat, Berlin 1995, ISBN 3-923118-34-1
- Darf man am Sabbat psychoanalysieren? Oder die Ironie der Aufklärung. Edition Diskord, Tübingen 1996, ISBN 3-89295-605-7
- Sigmund Freud. Deutscher Taschenbuch Verlag, München 1999, ISBN 3-423-31021-9
- Erhinken und erfliegen. Psychoanalytische Zweifel an der Vernunft. Vandenhoeck & Ruprecht, Göttingen 2001, ISBN 3-525-45894-0
- Das Deuten der Psychoanalyse (als Co-Autor). Turia und Kant, Wien 2003, ISBN 3-85132-335-1
- Soll man nackte Menschen grüssen? Antworten. Zytglogge, Oberhofen 2005, ISBN 3-7296-0711-1
- Theorie an der Bar. Omega, Stuttgart 2008, ISBN 978-3-933722-20-1
- Soll man Freud in Rente schicken? Kolumnen. Zytglogge, Oberhofen 2008, ISBN 978-3-7296-0764-4
- Cool down. Wider den Erziehungswahn (mit Andrea Schafroth). Zytglogge, Oberhofen 2010, ISBN 978-3-7296-0807-8
- Frühchinesisch. Kolumnen. Zytglogge, Oberhofen 2011, ISBN 978-3-7296-0833-7
- Das Gehirn und seine Psyche. Versuch über den neuroscientific turn. Sphères, Zürich 2012, ISBN 978-3-905933-01-7
- Scheiss als Schanxe. Kolumnen. Zytglogge, Oberhofen 2013, ISBN 978-3-7296-0872-6
- Identität und solche Sachen. Kolumnen. Zytglogge, Basel 2016, ISBN 978-3-7296-0919-8
- Nichts Genaues weiss man nicht. Kolumnen. Zytglogge, Basel 2018, ISBN 978-3-7296-0993-8.
- mit Barbara Lukesch: «Peter Schneider, wie wird eine Ehe schön?» Gespräche über Partnerschaft und Liebe. Wörterseh, Gockhausen 2018, ISBN 978-3-03763-100-3.
- Normal, gestört, verrückt. Über die Besonderheiten psychiatrischer Diagnosen. Schattauer, Stuttgart 2020, ISBN 978-3-608-40031-1.
- Follow the science? Plädoyer gegen wissenschaftsphilosophische Verdummung und für wissenschaftliche Artenvielfalt. Edition Tiamat, Berlin 2020, ISBN 978-3-89320-267-6.